# جشنواره فیلم ساندنس
جشنواره فیلم ساندنس (به انگلیسی: Sundance Film Festival) که بزرگ‌ترین جشنواره‌ی فیلم مستقل در آمریکا محسوب می‌شود، اولین بار در سال ۱۹۷۸ در سالت لیک برگزار شد. این جشنواره با ریاست رابرت ردفورد و کمک فرماندار ایالت یوتا قصد داشت به فیلم‌های مستقل ساخت آمریکا توجه نشان داده و فیلم‌های تولید شده با بودجه‌های کم را حمایت کند و فیلمسازی و توجه به سینما را در ایالت یوتا گسترش دهد. از سال ۱۹۸۱ میلادی این جشنواره به پارک سیتی ایالت یوتا منتقل شد و از آن زمان به‌جای ماه سپتامبر در ژانویه برگزار می‌شود. گفته می‌شود این تغییر زمانی به پیشنهاد سیدنی پولاک، فیلمساز آمریکایی صورت گرفت تا مخاطبان بتوانند در میانه ژانویه از اسکی در این محل هم استفاده کنند و جشنواره توجه بیشتری را جلب کند. هدف از تأسیس جشنواره فیلم ساندنس، حمایت از فیلم‌ها و فیلم‌سازان مستقل عنوان شده‌است.
فیلم‌های بسیاری از فیلم‌سازان مشهور سینمای آمریکا هم‌چون کوئنتین تارانتینو، استیون سودربرگ، جیم جارموش و کوین اسمیت، برای نخستین‌بار در این جشنواره به نمایش درآمد و باعث ترقی و شهرت امروزه آنان شد.
این جشنواره در ماه ژانویه هر سال در بخش‌هایی چون مستند، درام و فیلم‌های آمریکایی و جهان برگزار می‌شود.
در کنار فیلم‌های آمریکایی در جشنواره ساندنس، در بخش سینمای جهان، فیلم‌های منتخب نیز انتخاب می‌شوند.
امروزه این جشنواره به یکی از بزرگ‌ترین مراکز اجتماع فیلم‌سازان فیلم‌های کم‌هزینه خارج از حلقه فیلمسازی هالیوود تبدیل شده‌است.